# Gyöngyöstarján
Gyöngyöstarján är en ort i Ungern.   Den ligger i provinsen Heves, i den centrala delen av landet, 70 km nordost om huvudstaden Budapest. Gyöngyöstarján ligger 198 meter över havet och antalet invånare är 2 463.
Terrängen runt Gyöngyöstarján är platt åt sydväst, men åt nordost är den kuperad. Runt Gyöngyöstarján är det ganska tätbefolkat, med 116 invånare per kvadratkilometer. Närmaste större samhälle är Gyöngyös, 5,7 km sydost om Gyöngyöstarján. Runt Gyöngyöstarján är det i huvudsak tätbebyggt.